# 벤텐섬 (하마마쓰시)

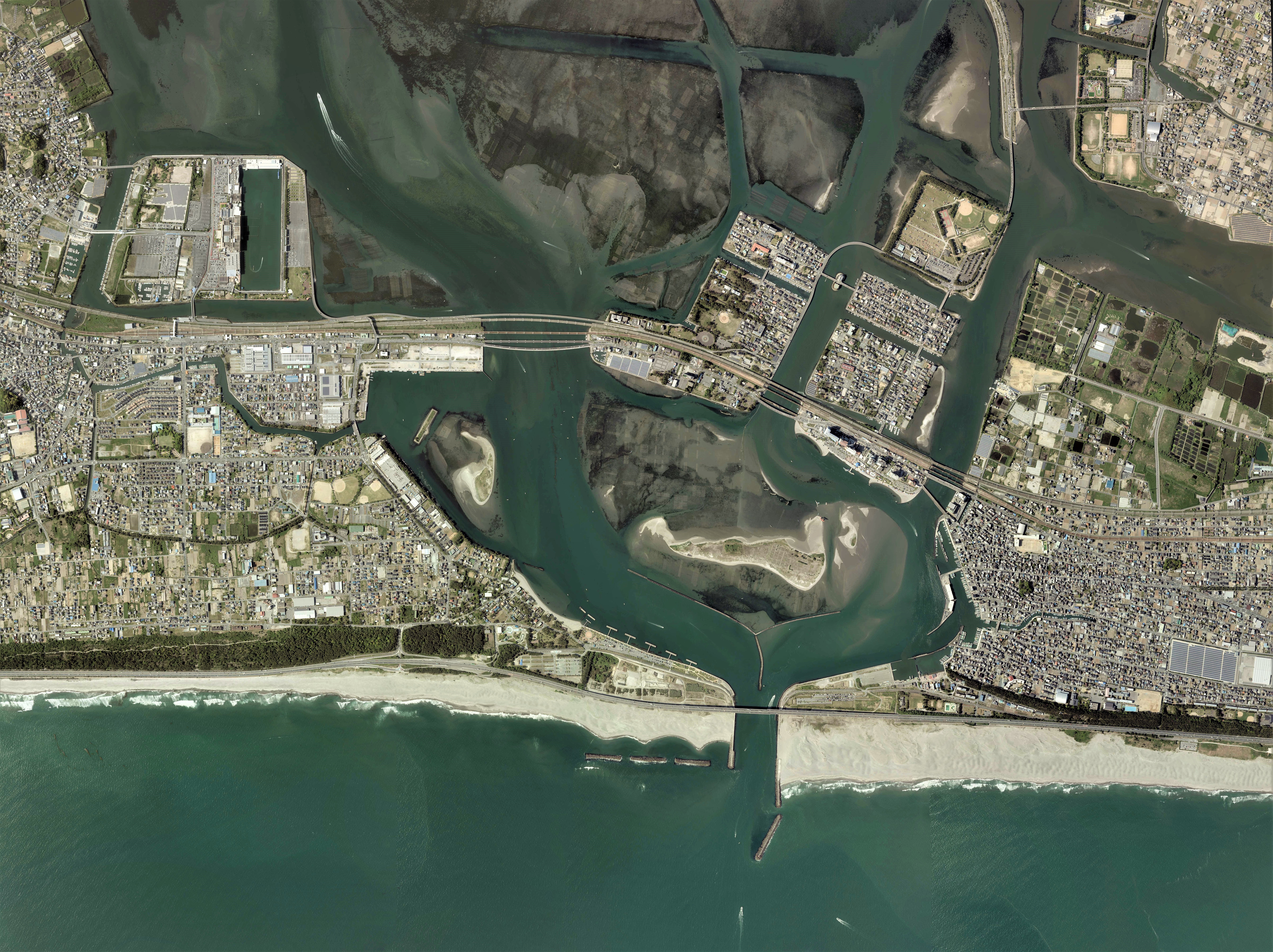
벤텐섬 주변의 공중 사진 (2015년 촬영)

벤텐섬(弁天島 벤텐지마[*])은 일본 시즈오카현 하마마쓰시 주오구 하마나호에 있는 섬이다.
하마나호 일대의 리조트 지역 중 하나로서 해수욕, 낚시, 조간 사냥 등 많은 관광객이 방문한다. 또, 섬 내에는 호텔도 있으며 벤텐지마 온천이라고 칭하고 있다. 섬의 남쪽 호수면에는 큰 붉은 도리이가 세워져 있으며, 관광 심볼 타워(観光シンボルタワー)라고 불린다.
2009년 9월 1일 기준으로 인구는 2,982명(1세대당 2.40명)이다.